# Magritte du meilleur premier film
Le Magritte du meilleur premier film (anciennement Magritte du premier film) est une récompense décernée depuis 2013 par l'Académie André Delvaux, laquelle décerne également tous les autres Magritte du cinéma. Il est accordé au meilleur premier film belge francophone de l'année.
En 2013, lors de la création du prix, le Magritte ne fut pas remis durant la cérémonie des Magritte — qui se tient habituellement début février — mais durant la Soirée du cinéma belge, organisée en marge du Festival de Cannes. À la différence des autres Magritte qui sont décernés uniquement par les professionnels, le lauréat a été désigné sur base d'un vote ouvert au public, lequel pouvait voter sur le site internet des Magritte.
À partir de 2016, à la suite d'une controverse relative aux votes du public survenue l'année précédente, le Magritte du premier film devient le Magritte du meilleur premier film. Il est désormais soumis au vote des professionnels, comme les autres prix.

## Palmarès

### Années 2010
| Année | Film                                  | Réalisateur(s)                                |
| ----- | ------------------------------------- | --------------------------------------------- |
| 2013  | Dead Man Talking                      | Patrick Ridremont                             |
| 2013  | Au cul du loup                        | Pierre Duculot                                |
| 2013  | Couleur de peau : miel                | Jung et Laurent Boileau                       |
| 2013  | De leur vivant                        | Géraldine Doignon                             |
| 2013  | L'Envahisseur                         | Nicolas Provost                               |
| 2013  | Le Grand'Tour                         | Jérôme Le Maire                               |
| 2013  | L'Hiver dernier                       | John Shank                                    |
| 2013  | JC comme Jésus Christ                 | Jonathan Zaccaï                               |
| 2013  | Miss Mouche                           | Bernard Halut                                 |
| 2013  | Mobile Home                           | François Pirot                                |
| 2013  | La Tête la première                   | Amélie Van Elmbt                              |
| 2013  | Torpedo                               | Matthieu Donck                                |
| 2014  | Une chanson pour ma mère              | Joël Franka                                   |
| 2014  | A pelada                              | Damien Chemin                                 |
| 2014  | BXL/USA                               | Gaëtan Bevernaege                             |
| 2014  | Hors les murs                         | David Lambert                                 |
| 2014  | Je suis supporter du Standard         | Riton Liebman                                 |
| 2014  | Le Sac de farine                      | Kadija Leclère                                |
| 2014  | Twa timoun                            | Jonas d’Adesky                                |
| 2015  | Je te survivrai                       | Sylvestre Sbille                              |
| 2015  | Marbie, star de Couillu les 2 Églises | Dominique Smeets                              |
| 2015  | Le Vertige des possibles              | Vivianne Perelmuter                           |
| 2015  | Post partum                           | Delphine Noels                                |
| 2015  | Puppylove                             | Delphine Lehericey                            |
| 2015  | Tokyo anyway                          | Camille Meynard                               |
| 2015  | Yam Dam                               | Vivian Goffette                               |
| 2016  | Tous les chats sont gris              | Savina Dellicour                              |
| 2016  | L'Année prochaine                     | Vania Leturcq                                 |
| 2016  | Préjudice                             | Antoine Cuypers                               |
| 2017  | Keeper                                | Guillaume Senez                               |
| 2017  | Je me tue à le dire                   | Xavier Seron                                  |
| 2017  | Parasol                               | Valéry Rosier                                 |
| 2018  | Faut pas lui dire                     | Solange Cicurel                               |
| 2018  | Even Lovers Get The Blues             | Laurent Micheli                               |
| 2018  | Je suis resté dans les bois           | Michaël Bier, Erika Sainte et Vincent Solheid |
| 2018  | Sonar                                 | Jean-Philippe Martin                          |
| 2018  | Spit'n'Split                          | Jérôme Vandewattyne                           |
| 2019  | Bitter Flowers                        | Olivier Meys                                  |
| 2019  | La Part sauvage                       | Guérin Van de Vorst                           |
| 2019  | Tueurs                                | François Troukens et Jean-François Hensgens   |
| 2019  | Une part d'ombre                      | Samuel Tilman                                 |

### Années 2020
| Année | Film                           | Réalisateur(s)                         |
| ----- | ------------------------------ | -------------------------------------- |
| 2020  | Nuestras madres                | César Díaz                             |
| 2020  | Cavale                         | Virginie Gourmel                       |
| 2020  | Escapada                       | Sarah Hirtt                            |
| 2020  | Pour vivre heureux             | Salima Sarah Glamine et Dimitri Linder |
| 2020  | Seule à mon mariage            | Marta Bergman                          |
| 2022  | Un monde                       | Laura Wandel                           |
| 2022  | Fils de plouc                  | Lenny Guit et Harpo Guit               |
| 2022  | Jumbo                          | Zoé Wittock                            |
| 2022  | Une vie démente                | Ann Sirot et Raphaël Balboni           |
| 2023  | Rien à foutre                  | Julie Lecoustre et Emmanuel Marre      |
| 2023  | Aya                            | Simon Coulibaly Gillard                |
| 2023  | La Ruche                       | Christophe Hermans                     |
| 2023  | Yuku et la Fleur de l'Himalaya | Arnaud Demuynck et Rémi Durin          |

## Controverse
Lors de l'édition 2015, une polémique éclate à la suite de la victoire  du film Je te survivrai. L'équipe du film Marbie, star de Couillu les 2 Églises dénonce « un concours qui n'en est pas un », en raison notamment de l'absence d'un huissier pour contrôler les votes, ou encore d'une prolongation de la durée de vote justifiée par l'organisation de projections dans les centres culturels qui ont permis au public de découvrir les films en présence des équipes des films en lice. Des soupçons portent sur les résultats du film vainqueur, qui a battu Marbie sur le fil, tandis que le gestionnaire web chargé de recueillir les votes du public en lignes aurait reconnu avoir divulgué des résultats intermédiaires.
En décembre 2019, le Tribunal de première instance francophone de Bruxelles a tranché en faveur de Marbie et a annulé l'attribution du prix à Je te survivrai. En cause : un conflit d'intérêts dans le chef de Philippe Logie (frère d'André Logie, producteur du film), dont l'employeur, la chaîne à péage BeTV a pré-acheté Je te survivrai . Administrateur de l'association Académie André Delvaux, organisatrice de la cérémonie, Philippe Logie aurait, selon Marbie, eu connaissance des suffrages exprimés par le public sur le site des Magritte, tandis que son frère André a ensuite mobilisé ses troupes par un mail débusqué par l'équipe de Marbie. 
L’Académie André Delvaux a remporté le procès en appel,: elle en a contesté la principale motivation, à savoir la prétendue communication de l’évolution des votes qui serait survenue, pendant le concours, entre l’Académie André Delvaux et le producteur du film Je te survivrai (lauréat du Magritte du Premier film 2015). Cette accusation n'a jamais été prouvée par l'équipe de Marbie: "Par cet arrêt, la Cour confirme donc que la procédure attribuant le vote pour l’attribution du Magritte du Premier film 2015 n’était pas entachée d’irrégularités (comme le laissait entendre le producteur de Marbie). Elle réforme le jugement du tribunal de première instance du 22 novembre 2019 et déboute Big Bang Prod de l’ensemble de ses prétentions " (Le Soir, 14 mars 2022: "«Affaire Marbie»: l’Académie André Delvaux remporte son procès").